# Војно граничарска зграда у Омољици
Војно граничарска зграда у Омољици, насељеном месту на територији града Панчева, подигнута крајем 18. века представља непокретно културно добро као споменик културе.
Зграда се налази у Улици Војводе Живојина Мишића бр. 1 у Омољици. Саграђена је у периоду постојања Војне границе (1763—1873). По предању била је 11. зграда која је подигнута у месту после оснивања војне границе. Служила је као седиште штаба 12. регименте, или можда касарна, што се не може тачно са сигурношћу утврдити. 
Зграда је војнограничарског типа са високим кровом и засвођеним подрумским зидовима. Током времена претрпела је извесне спољне и унутрашње адаптације, али је у целини веома блиска свом првобитном изгледу.